# Pierre-Joseph Le Groing de la Romagère
Pierre-Joseph Le Groing de la Romagère (* 28. Juni 1752 in Saint-Sauvier, Département Allier; † 26. Juli 1794 in Rochefort) war ein französischer Priester, der während der Schreckensherrschaft in der Zeit der Französischen Revolution auf einem Schiff inhaftiert wurde und dort starb. Er wird in der römisch-katholischen Kirche als Seliger verehrt.

## Leben
Pierre-Joseph Le Groing de la Romagère stammte aus einer alten Adelsfamilie des Berry in Zentralfrankreich. Er war der Sohn des Grafen Charles Le Groing de La Romagère (1725–1796) und dessen Ehefrau Claire Mulatier de La Trollière. Die Priesterweihe empfing er für das Erzbistum Bourges und brachte es dort bis zum Generalvikar. Sein jüngerer Bruder Mathias Le Groing de La Romagère wurde ebenfalls Geistlicher und war nach dem Ende der Revolution Bischof von Saint-Brieuc.
Wie viele weitere Sträflinge starb Pierre-Joseph Le Groing de la Romagère an Bord der Hulk Deux-Associés an Skorbut. Sein ebenfalls dorthin deportierter Bruder Mathias überlebte die Haft und konnte nach seiner Freilassung über das Schicksal der Märtyrer von Rochefort berichten.
Am 1. Oktober 1995 wurde Pierre-Joseph Le Groing de la Romagère von Papst Johannes Paul II. seliggesprochen.